# فرودگاه ال ایه‌رو
فرودگاه ال ایه‌رو (به انگلیسی: El Hierro Airport) یک فرودگاه همگانی با کد یاتا VDE است که یک باند فرود آسفالت دارد و طول باند آن ۱۲۵۰ متر است. این فرودگاه در شهر ال ایه‌رو کشور اسپانیا قرار دارد و در ارتفاع ۳۲ متری از سطح دریا واقع شده است.

## شرکت‌های هواپیمایی و مقصدهای پروازی
| شرکت‌های هواپیمایی                  | مقصدهای پروازی        |
| ---------------------------------- | --------------------- |
| دایرکتفلایگ اجرا توسط AIS Airlines | استکهلم-آرلاندا (PSO) |